# Tracey Hannah
Tracey Hannah (Cairns, 13 de junio de 1988) es una deportista australiana que compite en ciclismo de montaña en la disciplina de descenso. Ganó 5 medallas de bronce en el Campeonato Mundial de Ciclismo de Montaña entre los años 2007 y 2017.

## Palmarés internacional
| Campeonato Mundial | Campeonato Mundial           | Campeonato Mundial | Campeonato Mundial |
| Año                | Lugar                        | Medalla            | Competición        |
| ------------------ | ---------------------------- | ------------------ | ------------------ |
| 2007               | Fort William (Reino Unido)   | Medalla de bronce  | Descenso           |
| 2013               | Pietermaritzburg (Sudáfrica) | Medalla de bronce  | Descenso           |
| 2015               | Vallnord (Andorra)           | Medalla de bronce  | Descenso           |
| 2016               | Val di Sole (Italia)         | Medalla de bronce  | Descenso           |
| 2017               | Cairns (Australia)           | Medalla de bronce  | Descenso           |